# Plaza de la Constitución (Kiev)
La plaza de la Constitución (en ucraniano: Площа Конституції, Ploshcha Konstytutsii) es una plaza pública peatonal localizada en el barrio de Pechersk en el centro de la ciudad de Kiev, Ucrania. La plaza está enfrente del Palacio Mariyinski, el palacio presidencial de Ucrania de estilo barroco y el edificio de la Rada Suprema, el parlamento ucraniano.

## Ubicación
La plaza tiene forma rectangular alargado desde la calle Hrushevsky (Mykhaila Hrushevskoho) en su lado occidental hasta la orilla del río Dnieper en su lado oriental. Al norte se encuentran dos edificios de gobierno, el edificio de la Rada Suprema, el parlamento ucraniano, y el Palacio Mariyinski. En su lado sur está el parque Mariinski.

## Historia

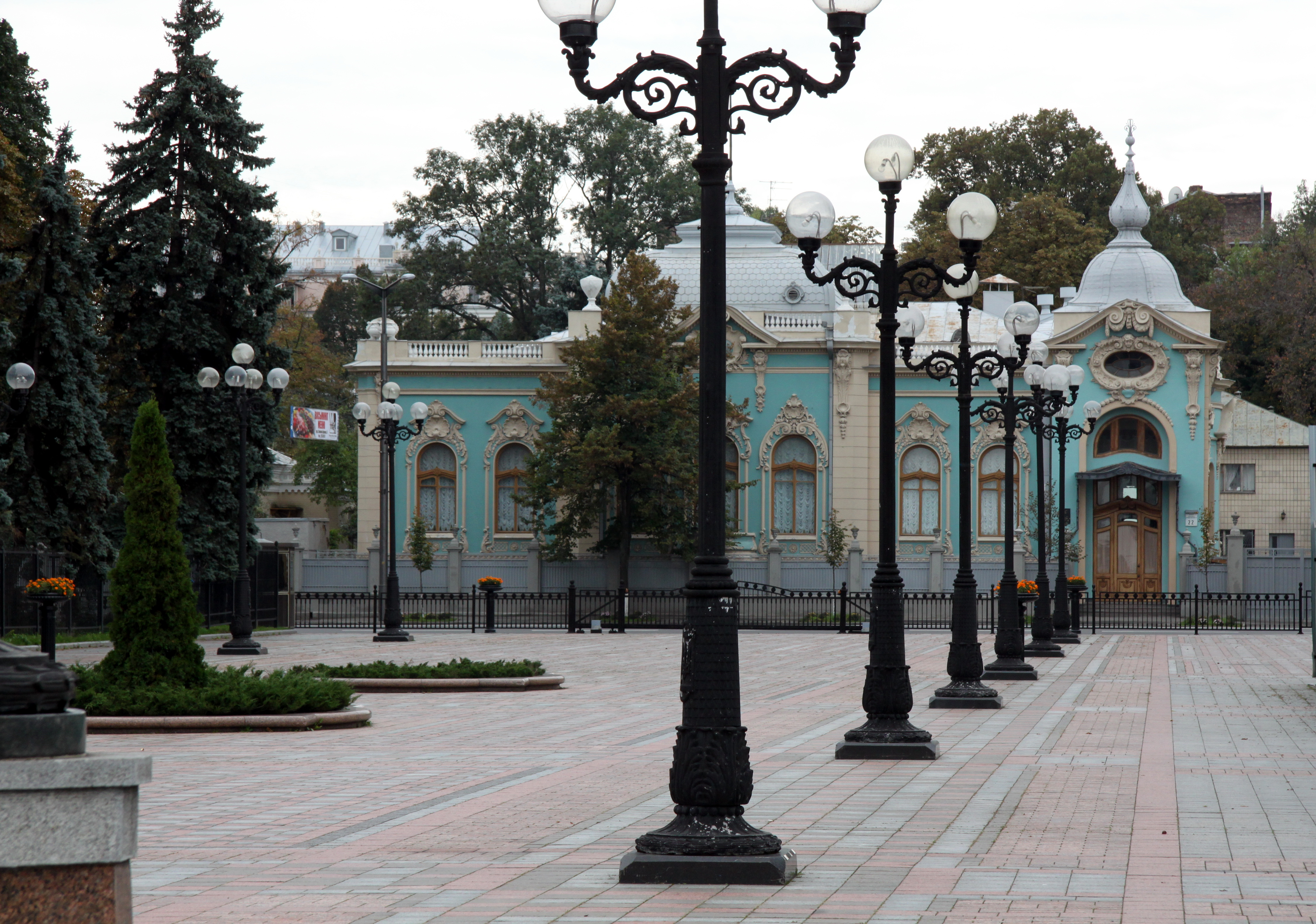
Vista de la casa Polyakova (Osobnyak Polyakova) en frente de la plaza.

Se consta la presencia de una plaza en este sitio desde que se construyó el palacio Mariyinski en 1750. 
Hasta 1854 aquí estaban localizados varios edificios administrativos y en la plaza se celebraban desfiles militares y actividades de entrenamiento militar. Ya para 1847 se inauguró el parque Mariinski en su lado sur. En 1869 ya aparece el primer nombre oficial de la plaza: Plaza del Palacio (Dvortsovskaya ploshchad).
En los años 1930, la plaza cambió de nombre a Plaza del Comité Ejecutivo Central Panucraniano. Para los años 1940 se rebautizó como la plaza de Octubre. Después de la Segunda Guerra Mundial volvió a cambiar de nombre a Plaza del Sóviet Supremo. Finalmente en 1977 la plaza logró su apoteosis cuando fue nombrada como la Plaza Soviética.
Después de la disolución de la Unión Soviética en 1991, las autoridades no tuvieron prisa en cambiarle el nombre a la plaza. No fue hasta el 2012 cuando la plaza fue oficialmente y legalmente rebautizada con su nombre actual, la plaza de la Constitución.